# خداحافظ بابو
خداحافظ بابو 
(به تلوگویی: Veedevadandi Babu) فیلمی محصول سال ۱۹۹۷ و به کارگردانی ای.وی.وی. ساتیانآریانا است. در این فیلم بازیگرانی همچون موهان بابو، شیلپا شتی، تانیکالا بارانی و کوتا سرینیواسا راو ایفای نقش کرده‌اند.